# Шкала життєвості
Шкала життєвості (англ. scale of vitality) — бальні оцінки міри процвітання популяції виду в біоценозі. У 1922 р. була запропонована 4-бальна шкала Браун-Бланке і Павійяра (фр. Braun-Blanquet, Pavillard): 1 — проростання, але відсутність розвитку вегетативних органів, 2 — послаблення з недостатнім вегетативним розвитком і не проходженням усього великого життєвого циклу, 3 — хороший вегетативний розвиток, але також не проходження усього життєвого циклу, 4 — хороший вегетативний розвиток і проходження усього життєвого циклу.
У вітчизняній  фітоценології більше поширення отримала шкала  О. А. Гроссгейма, запропонована в 1929 р., в якій останній ступінь шкали Браун-Бланке і Павійяра розділений на два: 4 — вегетативний розвиток, цвітіння і плодоносіння вищі за нормальний, 5 — пишний розвиток і підвищене плодоносіння і цвітіння.
Деякі дослідники вважають, що для багатьох видів життєвість і генеративність незалежні (або навіть пов'язані зворотною залежністю) і пропонують формувати незалежні шкали для відображення цих показників